# Belgische English-Billiards-Meisterschaft
Die belgische English-Billiards-Meisterschaft war ein English-Billiards-Turnier zur Ermittlung des belgischen Meisters dieser Billarddisziplin. Es wurde von der Belgium Billiards & Snooker Association (BBSA) zwischen 1987 und 1997 sowie 2010 und 2011 ausgetragen. Rekordsieger des Turnieres ist Martin Spoormans mit neun Titeln.

## Geschichte
Bereits seit 1984 trug die Belgium Billiards & Snooker Association eine nationale Meisterschaft im Snooker aus. 1985 war eine Vereinsmeisterschaft, 1986 eine U21-Meisterschaft hinzugekommen. Ab 1987 wurde auch eine Frauen- und eine Doppel-Meisterschaft ausgetragen. Snooker war zu diesem Zeitpunkt weitaus bekannter als English Billiards, einer Billardvariante, die im Vereinigten Königreich in den 1920ern vom Snooker als beliebteste Billardvariante abgelöst wurde. Bereits in den 1980ern war English Billiards der britischen, aber vor allem der nicht-britischen Öffentlichkeit kaum bekannt. Trotzdem entschloss sich der belgische Billardverband, 1987 erstmals auch eine belgische English-Billiards-Meisterschaft auszutragen.
In den folgenden Jahren fand das Turnier jährlich statt. Das Finale wurde jedes Jahr im sogenannten Short- oder Punkte-Format ausgetragen. Wenn ein Spieler eine bestimmte Anzahl von Punkten erzielt hatte, so gewann er das Spiel. Eine gesamte Partie bestand dabei aus mehreren Spielen. Im Falle des Endspiels der belgischen Meisterschaft wurden nach dem Best-of-Modus maximal fünf Spiele pro Finalpartie gespielt. Die vorerst letzte Ausgabe der belgischen English-Billiards-Meisterschaft fand 1997 statt, danach wurde das Turnier auf Eis gelegt. Bis dahin hatte es vier unterschiedliche Sieger gegeben. Rekordsieger war Martin Spoormans mit sieben Titeln, zwei weitere waren an Yvan Van Velthoven gegangen.
Nach über zehn Jahren entschied sich der Verband, eine Neuauflage zu wagen. So kam es 2010 und 2011 zu zwei weiteren Ausgaben. Martin Spoormans konnte beide Endspiele für sich entscheiden, die diesmal nur über ein einziges Spiel gingen. Während 2010 offenbar wirklich ein Short-Format im Modus Best of 1 angewendet wurde, wurde das Turnier 2011 offenbar nach dem Zeit-Format ausgetragen. Die gesamte Partie dauerte also eine bestimmte Zeit lang, in der die Spieler beliebig viele Punkte erzielen konnten. Wer nach Ablauf der Zeit mehr hatte, gewann die Partie. Nach 2011 wurde das Turnier offenbar wieder eingestellt.

## Sieger
| Jahr                                    | Sieger             | Ergebnis | Gegner             |
| --------------------------------------- | ------------------ | -------- | ------------------ |
| 1987                                    | Martin Spoormans   | 3:1      | Mark De Sutter     |
| 1988                                    | Martin Spoormans   | 3:0      | Pierre Vervloet    |
| 1989                                    | Martin Spoormans   | 3:2      | Pierre Vervloet    |
| 1990                                    | Martin Spoormans   | 3:2      | Steve Cohen        |
| 1991                                    | Yvan Van Velthoven | 3:0      | Steve Lambrechts   |
| 1992                                    | Martin Spoormans   | 3:1      | Yvan Van Velthoven |
| 1993                                    | Yvan Van Velthoven | 3:0      | Steve Lambrechts   |
| 1994                                    | Steve Cohen        | 3:1      | Rudy Van Dooren    |
| 1995                                    | Ludo De Meyer      | 3:2      | Hugo Mulders       |
| 1996                                    | Martin Spoormans   | 3:0      | Martin Eckert      |
| 1997                                    | Martin Spoormans   | 3:0      | Juhasz Zoltan      |
| keine Austragung zwischen 1998 und 2009 |                    |          |                    |
| 2010                                    | Martin Spoormans   | 1:0      | Ludo De Meyer      |
| 2011                                    | Martin Spoormans   | 296:191  | Ludo De Meyer      |

## Rangliste
| Platz | Spieler            | Gold | Silber | Finalteilnahmen |
| ----- | ------------------ | ---- | ------ | --------------- |
| 1     | Martin Spoormans   | 9    | 0      | 9               |
| 2     | Yvan Van Velthoven | 2    | 1      | 3               |
| 3     | Ludo De Meyer      | 1    | 2      | 3               |
| 4     | Steve Cohen        | 1    | 1      | 2               |